# Хоруда
Хоруда или Хоруд (грч. Χωρούδα) је насељено место у општини Лагадина у периферији Средишња Македонија, Грчка. Према попису из 2021. године било је 27 становника.
Према бугарском географу и историчару, Василу Канчову, у Хоруди је 1900. године живело 160 Грка. Село су основали грчки колонисти из Агриниона у западној Грчкој.